# Foucault (kráter)

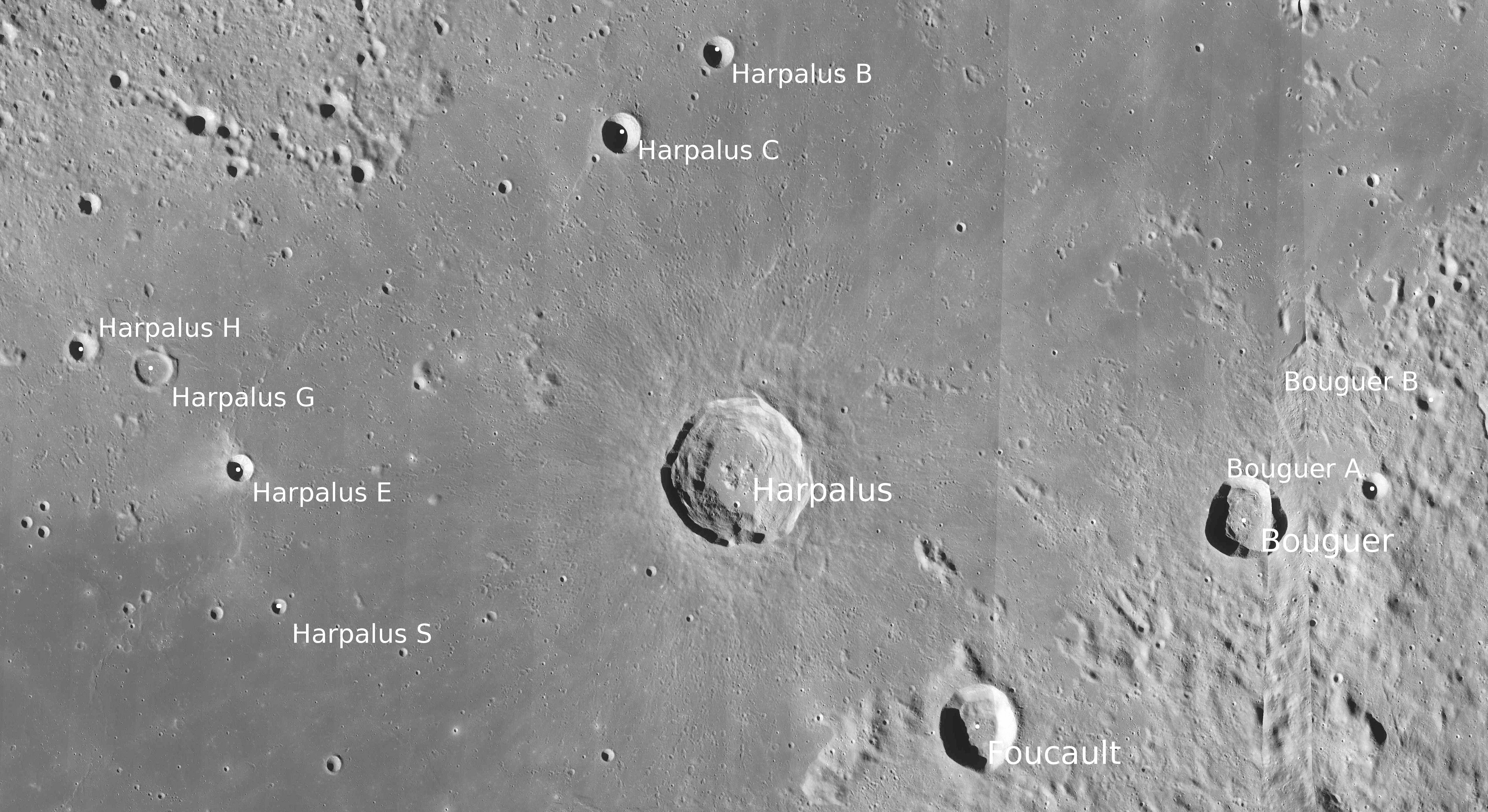
Krátery Harpalus (+ satelitní krátery) a Foucault (dole).

Foucault je malý měsíční impaktní kráter, který se nachází na jižním okraji západní části Mare Frigoris (Moře chladu). Severozápadním směrem leží větší Harpalus (průměr 39 km), jižně pak Sharp (průměr 38 km). Jihovýchodně lze nalézt kráter Bianchini.
Foucault má průměr 23 km  a je pojmenován podle francouzského fyzika Léona Foucaulta (který se proslavil experimentem známým jako Foucaultovo kyvadlo).